# Sundadanio axelrodi
Sundadanio axelrodi és una espècie de peix cipriniforme de la família dels ciprínids.

## Morfologia
- Els mascles poden assolir 2,3 cm de longitud total.[5]

## Hàbitat
És un peix d'aigua dolça i de clima tropical (23 °C-26 °C).

## Distribució geogràfica
Es troba a Àsia: Borneo i Sumatra.